# Cordell Jackson
Cordell Jackson (* 15. Juli 1923 als Cordell Miller in Pontotoc, Mississippi; † 14. Oktober 2004) war eine US-amerikanische Rockabilly-Musikerin, Schauspielerin und Label-Betreiberin.

## Leben

### Kindheit und Jugend
Cordell Jackson war Tochter eines Fiddlers. Sie lernte Instrumente wie Gitarre, Piano und Upright Bass, später auch Mandoline, Banjo und Mundharmonika. Bekannt wurde sie jedoch mit ihrer elektrischen Gitarre, einer Hagström. 1943 heiratete sie und zog nach Memphis, Tennessee.

### Karriere
Nach einigen Jahren in der lokalen Szene, in denen sie nicht nur musizierte, sondern auch für sich und andere Songs schrieb, aufnahm und produzierte, gründete sie 1956 ihr eigenes Label Moon Records. Jackson hatte bereits vorher Songs in Sam Phillips’ Studio aufgenommen und versucht, einen Plattenvertrag bei seinem Label Sun Records zu bekommen, scheiterte jedoch immer wieder. Sie folgte daher dem Ratschlag des Gitarristen Chet Atkins und gründete ihr eigenes Label. Nachdem Jackson hier erst ihre eigene Single Beboppers’ Christmas b/w Rock and Roll Christmas veröffentlicht hatte, brachte sie bald auch Rockabilly-Singles anderer Künstler auf den Markt. Der bekannteste Moon-Act war Allen Page and the Big Four. 1959 verkaufte sie ihre Aufnahmegeräte und beendete die Produktion von Moon Records als aktives Label.
In den 1970er- und 1980er-Jahren entwickelte Jackson einen Comedy-Act namens Maxie Pearl (als Alter Ego zur populären Country-Comedy-Figur Minnie Pearl), nahm einen Song namens Football Widow auf und produzierte eine christliche Radiosendung.
Ein Comeback in die nationale und internationale Rockabilly-Szene gelang ihr während des Rockabilly- und Roots-Rock-Revivals in den 1980er-Jahren durch die Aufmerksamkeit jüngerer Künstler wie Tav Falco und Alex Chilton. Sie nahm neue Stücke auf und reaktivierte das Moon-Records-Label.
Sie wurde zur Legende als „The Rockin' Granny“ („die rockende Oma“). Ihr Markenzeichen wurden neben der E-Gitarre ein bewusst altmodisches Vorkriegskleid. Sie galt als äußerst humorvoll, unkonventionell und eigenständig. Noch in hohem Alter trat sie sehr jugendlich und schwungvoll auf.
1991 trat sie gemeinsam mit Brian Setzer in einer Budweiser-Werbung auf.
Cordell Jackson erlag einer langen Krankheit.

## Diskografie
| Jahr | Titel                                          | Plattenfirma |
| ---- | ---------------------------------------------- | ------------ |
| 1956 | Rock and Roll Christmas / Beboppers’ Christmas | Moon Records |